# Colobothea picturata
Colobothea picturata es una especie de escarabajo longicornio del género Colobothea, categorizada en la tribu Colobotheini, de la subfamilia Lamiinae. Fue descrita por Monné en 1993.

## Descripción
Mide 10,5-12 mm de longitud.

## Distribución
Se distribuye por Venezuela.